# Brudzewo (Puck)
Brudzewo (kaschubisch Brudzewò; deutsch Brusdau) ist ein Dorf und Sołectwo (Schulzenamt) der Landgemeinde Puck im Powiat Pucki der Woiwodschaft Pommern in Polen.

## Geographie
Der Ort liegt in Pommerellen und Kaschubien, fünf Kilometer südwestlich der Stadt Puck (Putzig) und 22 Kilometer nordwestlich von Gdynia (Gdingen). Nachbarorte sind Darzlubie (Darslub) sowie Połczyno (Polzin) im Norden, Celbowo (Celbau) im Osten, Sławutówko (Klein Schlatau) im Süden und Sławutowo (Groß Schlatau) im Südwesten.
Im Westen des Orts erstreckt sich die Puszcza Darżlubska, auch als „Totenwald“ (Wald von Piaśnica) bekannt.

## Geschichte
Der Ort wurde 1285 als Bruzewo urkundlich genannt sowie 1376 als Brusdau.
Die Region kam mit der Ersten Teilung Polens an das Königreich Preußen. Von 1887 bis 1919 gehörte der Ort zum Kreis Putzig in der Provinz Westpreußen des Deutschen Reichs. Er hatte den Status einer Landgemeinde im Amtsbezirk Celbau. Zugehörige Wohnplätze waren Mühle und Ziegelei Brusdau sowie die Ziegelei Neustädter Straße. Nach Ende des Ersten Weltkriegs wurde das Kreisgebiet mit Brusdau aufgrund der Bestimmungen des Versailler Vertrags, mit Wirkung vom 20. Januar 1920, an Polen abgetreten.
Als Teil des Polnischen Korridors gehörte das Gebiet zum Powiat Pucki und wurde am 1. Januar 1927 in den Powiat morski eingegliedert. Durch den Überfall auf Polen 1939 kam das Gebiet des Korridors völkerrechtswidrig an das Reichsgebiet und wurde dem Reichsgau Danzig-Westpreußen zugeordnet.
Gegen Ende des Zweiten Weltkriegs besetzte im Frühjahr 1945 die Rote Armee das Kreisgebiet und übergab es an die Volksrepublik Polen. Die deutsche Minderheit wurde ausgewiesen. In den Jahren 1975–1998 gehörte das Dorf administrativ zur Woiwodschaft Danzig, der Powiat Pucki war in diesem Zeitraum aufgelöst.
Die Gemeinde gehört zu den zweisprachigen Gemeinden in Polen.

## Bevölkerungsentwicklung
- 1793: 9 Feuerstellen
- 1905: 228 Einwohner
- 1910: 266 Einwohner

- 1998: 186 Einwohner
- 2011: 234 Einwohner[1]

## Verkehr
Die Woiwodschaftsstraßen DW216 und DW213 werden im nahen Celbowo erreicht. Der nächste Bahnhof Puck liegt an der Bahnstrecke Reda–Hel. Der nächste Flughafen ist Danzig.